# Sungurlu
Sungurlu ligt in de Turkse provincie Çorum. Het in een stad aan de snelweg richting Ankara-Çorum-Samsun. Sungurlu is ook de meest welvarende stad van Çorum. De stad bevindt zich 71 kilometer in het zuidwesten van het provinciecentrum.
Sungurlu is in de handen van de Mongolen, Romeinen en daarna de Bizantijnen geweest. Pas in 1071 is het na een veldslag onder Turks bestuur gekomen. 
Volgens sommige gezegden heeft Sungurlu zijn naam te danken aan ‘Sunguroğlu Mehmet Bey’. Het belangrijkste dorp is Çamoluk.